# Hi This Is Flume
Hi This Is Flume è un mixtape del musicista di musica elettronica australiano Flume, pubblicato nel 2019.

## Tracce
1. Hi This Is Flume – 0:28
2. Ecdysis – 1:44
3. High Beams (with HWLS featuring Slowthai) – 3:23
4. Jewel – 3:13
5. ╜φ°⌂▌╫§╜φ°⌂▌╫§╜φ°⌂▌╫§╜φ°⌂▌╫§╜φ°⌂▌ – 0:33
6. Dreamtime – 2:14
7. Is It Cold in the Water? (by Sophie) (Flume and Eprom Remix) – 4:47
8. How to Build a Relationship (featuring JPEGMAFIA) – 3:04
9. Wormhole – 2:22
10. Voices (featuring SOPHIE and Kučka) – 1:54
11. MUD – 1:28
12. Upgrade – 1:46
13. 71m3 – 1:20
14. Vitality – 1:39
15. Daze 22.00 – 2:15
16. Amber – 2:23
17. Spring (with Eprom) – 3:37